# Missão sui iuris
Uma missão sui iuris (em latim: missio sui iuris), também conhecida como uma missão independente,  é um tipo raro de pseudo-diocese católica missionária em uma área com muito poucos católicos, muitas vezes isolado ou remoto. Estas missões não são transformadas em prefeituras apostólicas por falta de clérigos.
Este tipo de missão, assemelhando-se ao estatuto autónomo das dioceses, goza de uma grande autonomia administrativa. Algumas delas são até directamente supervisionadas pelo Papa. O contexto e a situação das missões sui iuris e das Igrejas particulares autónomas sui iuris são totalmente diferentes e não devem ser confundidos.
O chefe clerical é conhecido como superior eclesiástico, podendo ser um clérigo, bispo, arcebispo ou mesmo um cardeal, mas muitas vezes, se de alto cargo, reside em outro local (nomeadamente em outra diocese ou no Vaticano), quando for sua primeira chefia de gabinete.

## Lista de missõessui iuris
Até maio de 2020, os únicos casos de missões sui iuris (todas elas da Igreja Latina) encontram-se nos seguintes países ou territórios:
| Missões sui iuris da Igreja Católica | Missões sui iuris da Igreja Católica                          | Missões sui iuris da Igreja Católica   | Missões sui iuris da Igreja Católica |
| Continente                           | Missão                                                        | País / Território                      | Ref.                                 |
| ------------------------------------ | ------------------------------------------------------------- | -------------------------------------- | ------------------------------------ |
| Ásia                                 | Missão sui iuris do Afeganistão                               | Afeganistão                            | [ 2 ] [ 3 ]                          |
| América Central                      | Missão sui iuris das Ilhas Caimã                              | Ilhas Caimã                            | [ 4 ] [ 5 ]                          |
| Oceania                              | Missão sui iuris de Funafuti                                  | Tuvalu                                 | [ 6 ] [ 7 ]                          |
| África                               | Missão sui iuris de Santa Helena, Ascensão e Tristão da Cunha | Santa Helena Ascensão Tristão da Cunha | [ 8 ] [ 9 ]                          |
| Ásia                                 | Missão sui iuris do Tajiquistão                               | Tajiquistão                            | [ 10 ] [ 11 ]                        |
| Oceania                              | Missão sui iuris de Tokelau                                   | Toquelau                               | [ 12 ] [ 13 ]                        |
| Ásia                                 | Missão sui iuris do Turcomenistão                             | Turcomenistão                          | [ 14 ] [ 15 ]                        |
| América Central                      | Missão sui iuris de Turks e Caicos                            | Turcas e Caicos                        | [ 16 ] [ 17 ]                        |